# 三福寺 (四国中央市)
三福寺（さんぷくじ）は、愛媛県四国中央市土居町にある寺院。宗派は高野山真言宗、本尊は阿弥陀如来で、新四国曼荼羅霊場第28番札所。
御詠歌：ひたすらに　弥陀の浄土を　願うれば　般若の声に　三福やどらん

## 概要・歴史

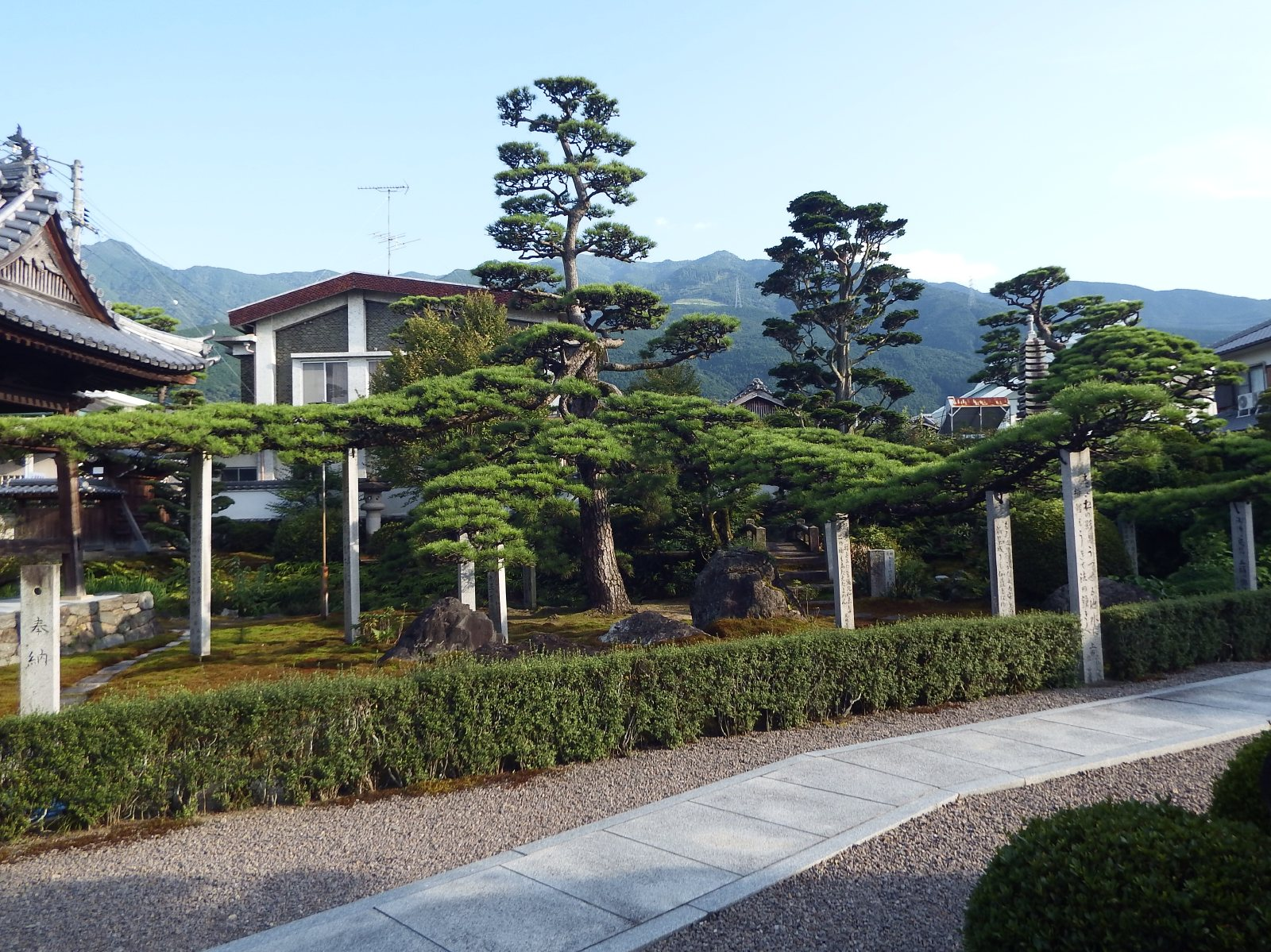
飛鶴の松

弘法大師巡錫の砌、当地に立ち寄られた時に人々に教えを伝えた。その徳を慕って草庵を建立し礼拝するようになったのが始まりである。その後、平安末期に、阿弥陀如来を安置、次いで薬師堂を興し、厄除薬師の信仰を篤くした。しかし、天正年間の兵火により焼失するが幸いにも本尊は無事で、その後、近隣の常徳寺・福泉寺を合併し再建したのが現在の三福寺である。
境内は三百年ものの松を中心とした江戸時代中期に造営された庭園になっている。

## 境内
- 山門
- 本堂
- 鐘楼堂
- 庭園
- 句碑歌碑：「三福寺福をあたえる彌陀如来　来世の福もあたえたまわん」「もろ人の願いかなえる安養院　新築成りし伽藍まばゆし」「老い松の影をうつせる池水　緋鯉もうきて法の鐘き」他、飛鶴の松の枝を支える数本の石柱が歌碑になっている。

## 交通案内
鉄道
- 四国旅客鉄道（JR四国）予讃線 赤星駅より徒歩約5分。

自動車
- 松山自動車道 土居ICより国道11号線を西へ1.5kmの歩道橋の架る交差点を北（右）へ入りすぐ。

## 前後の札所
新四国曼荼羅霊場
27番 新長谷寺-- 28番 三福寺 -- 29番 明正寺